# Chrysactinia
Chrysactinia A.Gray è un genere di piante della famiglia delle Asteracee, diffuso in Nord America.

## Distribuzione e habitat
Il genere è diffuso negli Stati Uniti d'America sud-occidentali e nel Messico settentrionale.

## Tassonomia
Il genere Chrysactinia fa parte della sottotribù Pectidinae, raggruppamento che la classificazione tradizionale colloca all'interno della tribù Heliantheae e che recenti studi filogenetici attribuiscono alle Tageteae.
Il genere comprende le seguenti specie:
- Chrysactinia acerosa S.F.Blake
- Chrysactinia lehtoae D.J.Keil
- Chrysactinia luzmariae Rzed. & Calderón
- Chrysactinia mexicana A.Gray
- Chrysactinia pinnata S.Watson
- Chrysactinia truncata S.Watson